# Jefferson Bible
Jefferson Bible eller formellt The Life and Morals of Jesus of Nazareth är en bibel författad år 1819 av Thomas Jefferson. Jefferson, som var deist och nominellt anglikan men med starka unitaristiska sympatier, misstrodde de övernaturliga inslagen i Bibeln och vissa uttalanden som han ansåg gick emot Jesu ord. Han gycklade hårt med doktrinen om att "det finns tre Gudar" (Treenighetsläran), som han sade i sin kritik av kalvinismen. Han skrev därför en reviderad version av Nya Testamentet där han rensade bort allt övernaturligt och allt som han ansåg var "dåligt". På så sätt ansåg han sig få en Bibel som bättre stämde överens med Jesus ursprungliga lära och budskap än den befintliga.